# Holsbybrunns åsbarrskogs naturreservat
Holsbybrunns åsbarrskogs naturreservat är ett naturreservat i Vetlanda kommun i Jönköpings län.
Området är naturskyddat sedan 2024 och är 2,3 hektar stort och ligger sydost om Holsbybrunn. Reservatet består av barrskog.